# Steatoză hepatică
Steatoza, cunoscută și sub denumirea de ficat gras, este o afecțiune medicală caracterizată prin acumularea excesivă de grăsimi, în special trigliceride, în celulele hepatice (hepatocite). Această condiție poate fi reversibilă și este adesea asociată cu diverse cauze, precum consumul excesiv de alcool, obezitatea, diabetul de tip 2 sau alte tulburări metabolice. Steatoza poate fi clasificată în două tipuri principale: steatoza hepatică nealcoolică (NAFLD) și steatoza hepatică alcoolică.

## Cauze
Steatoza poate fi declanșată de mai mulți factori, printre care: consumul excesiv de alcool: Consumul cronic de alcool poate duce la acumularea de grăsimi în ficat, cunoscută drept steatoză alcoolică. Obezitatea: excesul de greutate este un factor major pentru steatoza hepatică nealcoolică. Diabetul zaharat de tip 2 - Rezistența la insulină contribuie la acumularea de grăsimi în ficat.
Hiperlipidemia: Nivelurile ridicate de trigliceride sau colesterol pot favoriza steatoza, medicamente și toxine: Anumite medicamente, cum ar fi corticosteroizii, tamoxifenul sau amiodarona, pot provoca steatoză ca efect secundar.
Tulburări metabolice: Afecțiuni precum sindromul metabolic sau hipotiroidismul pot contribui la dezvoltarea steatozei.

## Clasificare
Steatoza este clasificată în funcție de cauză și severitate in steatoză hepatică nealcoolică (NAFLD): apare în absența consumului semnificativ de alcool. Include forme simple (ficat gras simplu) și forme mai severe, precum steatohepatita nealcoolică (NASH), care poate progresa spre ciroză sau carcinom hepatocelular. Steatoză hepatică alcoolică: Este cauzată de consumul cronic de alcool și poate varia de la forme ușoare la forme severe, care pot duce la hepatită alcoolică sau ciroză.

## Simptome
În multe cazuri, steatoza este asimptomatică, fiind descoperită întâmplător prin analize imagistice sau teste de sânge. Când simptomele apar, acestea pot include:
- Oboseală
- Disconfort sau durere în cadranul superior drept al abdomenului
- Creșterea enzimelor hepatice (ALT, AST) în analizele de sânge

În cazurile severe, mai ales în steatohepatita nealcoolică sau alcoolică, pot apărea complicații precum icter, ascită sau insuficiență hepatică.

## Diagnostic
Diagnosticul steatozei se bazează pe: analize de sânge: Pentru a verifica nivelul enzimelor hepatice (ALT, AST, GGT) și alți markeri ai funcției hepatice. Deasemenea pe imagistică: ecografie, tomografie computerizată (CT) sau imagistica prin rezonanță magnetică (RMN) pot detecta acumularea de grăsime în ficat. Biopsia hepatică: în cazuri severe sau incerte, biopsia poate confirma prezența steatozei și gradul de afectare hepatică.

## Tratament
Tratamentul steatozei depinde de cauza de bază și severitatea afecțiunii:
- Modificarea stilului de viață:
  - Scăderea în greutate prin dietă și exerciții fizice, în special în NAFLD.
  - Evitarea consumului de alcool, esențială în steatoza alcoolică.
- Managementul afecțiunilor asociate: Controlul glicemiei în diabet și reducerea nivelului de lipide în hiperlipidemie.
- Medicamente: În prezent, nu există tratamente specifice aprobate pentru NAFLD, dar medicamente precum vitamina E sau pioglitazona pot fi utilizate în anumite cazuri, sub supraveghere medicală.
- Monitorizare: Pacienții cu steatoză severă sau steatohepatită necesită monitorizare regulată pentru a preveni complicațiile.

Managementul steatozei hepatice implică, în multe cazuri, modificări ale stilului de viață pentru a reduce acumularea de grăsime în ficat. Reducerea greutății corporale prin adoptarea unei diete echilibrate, bogate în fructe, legume și grăsimi sănătoase, combinată cu activitate fizică regulată, poate contribui la ameliorarea simptomelor și la prevenirea progresiei bolii. În plus, limitarea consumului de alcool și controlul afecțiunilor asociate, cum ar fi diabetul zaharat sau dislipidemia, sunt esențiale pentru gestionarea afecțiunii.

## Complicații
Dacă nu este tratată, steatoza poate progresa spre:
- Steatohepatită: Inflamația ficatului, care poate duce la fibroză.
- Ciroză: Cicatrizarea ficatului, care afectează funcția hepatică.
- Carcinom hepatocelular: Un tip de cancer hepatic asociat cu steatoza severă sau ciroza.

## Epidemiologie
Steatoza hepatică nealcoolică este una dintre cele mai frecvente afecțiuni hepatice la nivel global, afectând aproximativ 25% din populația adultă. Prevalența este mai mare în țările dezvoltate, corelată cu creșterea obezității și a sindromului metabolic. Steatoza alcoolică este frecventă în rândul persoanelor care consumă alcool în exces.

## Prevenție
Prevenția steatozei implică:
- Adoptarea unei diete echilibrate, bogate în fructe, legume și fibre, cu un consum redus de grăsimi saturate și zaharuri.
- Menținerea unei greutăți sănătoase.
- Limitarea sau evitarea consumului de alcool.
- Activitate fizică regulată.